# Stefan Narębski
Stefan Narębski (ur. 2 lutego 1892 w Groznym, zm. 16 listopada 1966 w Warszawie) – polski architekt.

## Życiorys
W 1911 roku ukończył Szkołę Realną w Wilnie i podjął studia w Instytucie Inżynierii Cywilnej w Petersburgu. Studia ukończył w 1916 roku i pracował jako technik w instytutach wojskowych w Kijowie i Witebsku. Po odzyskaniu niepodległości przeniósł się do Warszawy, gdzie pracował Biurze Projektowym Gmachów Reprezentacyjnych (w latach 1918–1921). Studiował też na Politechnice Warszawskiej, gdzie jego wykładowcami byli Stanisław Noakowski i Oskar Sosnowski. W 1922 roku uzyskał dyplom architekta i przeprowadził się do Włocławka, gdzie podjął pracę w biurze projektowym należącym do jego teścia, Antoniego Olszakowskiego.
W latach 1925–1926 nauczał rysunku w Gimnazjum Humanistycznym im. Jana Długosza, a w latach 1927–1928 pełnił funkcję Architekta Miejskiego Włocławka. W tym czasie zaprojektował społecznie budynek Muzeum Ziemi Kujawskiej i Dobrzyńskiej we Włocławku przy ulicy Słowackiego, zbudowany w latach 1927–1930.
W 1928 roku wrócił do Wilna, gdzie objął funkcję architekta miejskiego. Pełnił ją do wybuchu II wojny światowej. W tym czasie powstały m.in. szkoła na Antokolu, Pałac Arcybiskupi, przeprowadzono renowację ratusza i Pałacu Prezydenckiego.
Od 1935 roku prowadził wykłady zlecone na Uniwersytecie Stefana Batorego. W 1937 roku otrzymał stanowisko profesora i kierownika Katedry Projektowania Wnętrz na Wydziale Sztuk Pięknych. Prowadził też wykłady dotyczące budownictwa wiejskiego na Wydziale Matematyczno-Przyrodniczym. 
W czasie wojny pracował w biurze projektowym "Promprojekt" w Wilnie (1940-1941), potem jako rzeczoznawca w antykwariacie Niecieckich. Brał udział w tajnym nauczaniu i ruchu oporu. W 1943 roku został aresztowany, uwięziony na Łukiszkach i wysłany do obozu w Prawieniszkach. W latach 1944–1945 pracował jako główny inżynier w biurze "Listrojprojekt".
Po wojnie trafił do Torunia, gdzie 1 października 1945 zatrudnił się na tworzonym wówczas Uniwersytecie Mikołaja Kopernika. Organizował Wydział Sztuk Pięknych, był jego dziekanem (w latach 1946–1948, 1951–52) i prodziekanem (1945–1946). Od 1945 do przejścia na emeryturę w 1962 roku kierował Katedrą Projektowania Wnętrz.

## Życie prywatne
Miał troje dzieci: Barbarę (1921–2000) artystę-grafika, Wojciecha (1925–2023) geologa oraz Juliusza (1927–1993) fizjologa i neurologa.

## Wybrane prace
- Budynek Muzeum Ziemi Kujawskiej i Dobrzyńskiej we Włocławku (1927–1930)
- Budynek szkoły na Antokolu w Wilnie (1930–1931)
- Odrestaurowanie ratusza w Wilnie (1936–1939)
- Prace konserwatorskie w Pałacu Prezydenckim w Wilnie
- Renowacja klasztoru benedyktynek w Grudziądzu
- Adaptacja Ratusza Staromiejskiego w Toruniu na cele muzealne
- Renowacja Gospody Pod Modrym Fartuchem w Toruniu
- Wystrój wnętrza gmachu Filharmonii Pomorskiej w Bydgoszczy

## Wybrane publikacje
- Metoda szybkiego rysunku perspektywicznego: podręcznik praktyczny dla zatrudnionych w zawodach technicznych i artystycznych oraz dla uczniów szkół zawodowych i artystycznych (1935. współautor)
- Kaplica renesansowa we Włocławku i jej związki z kaplicą Firlejowską w Bejscach (1962)
- Zarys historii meblarstwa (1968, współautor)

## Galeria

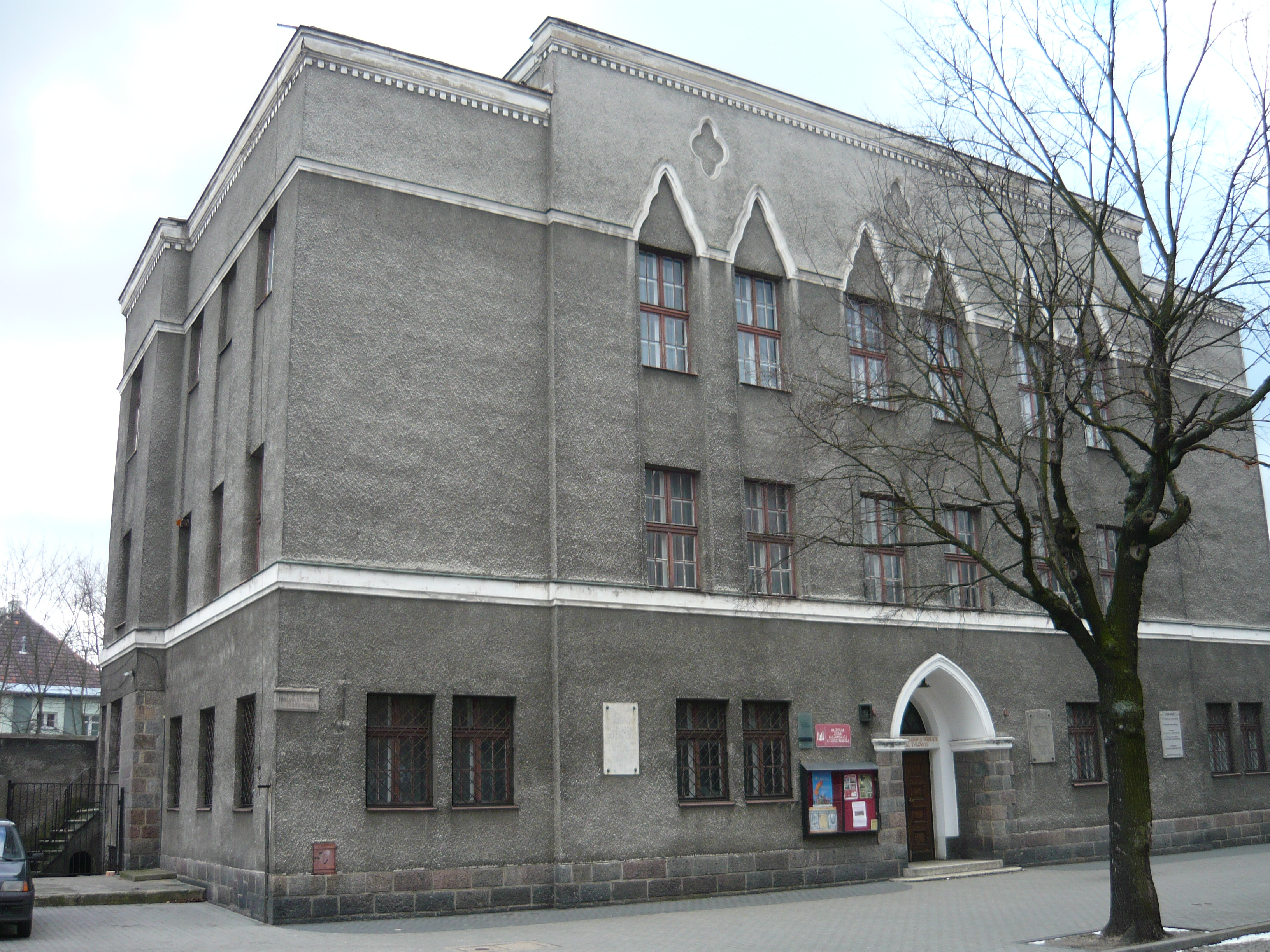
Budynek Muzeum Ziemi Kujawskiej i Dobrzyńskiej we Włocławku
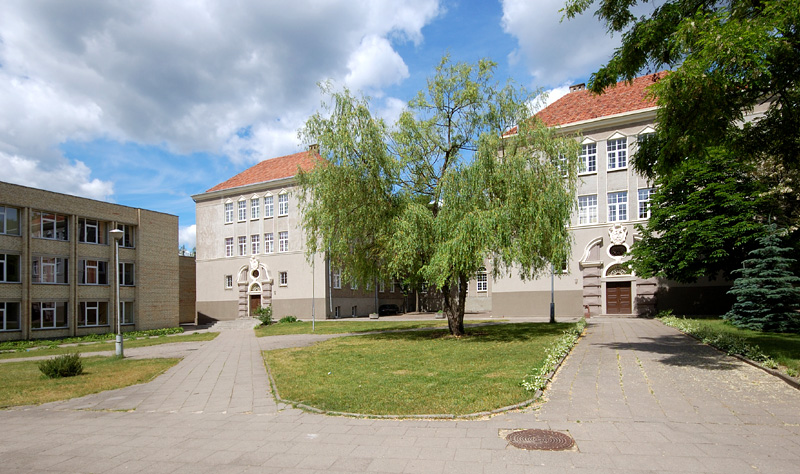
Budynek szkoły na Antokolu w Wilnie (1930-1931)
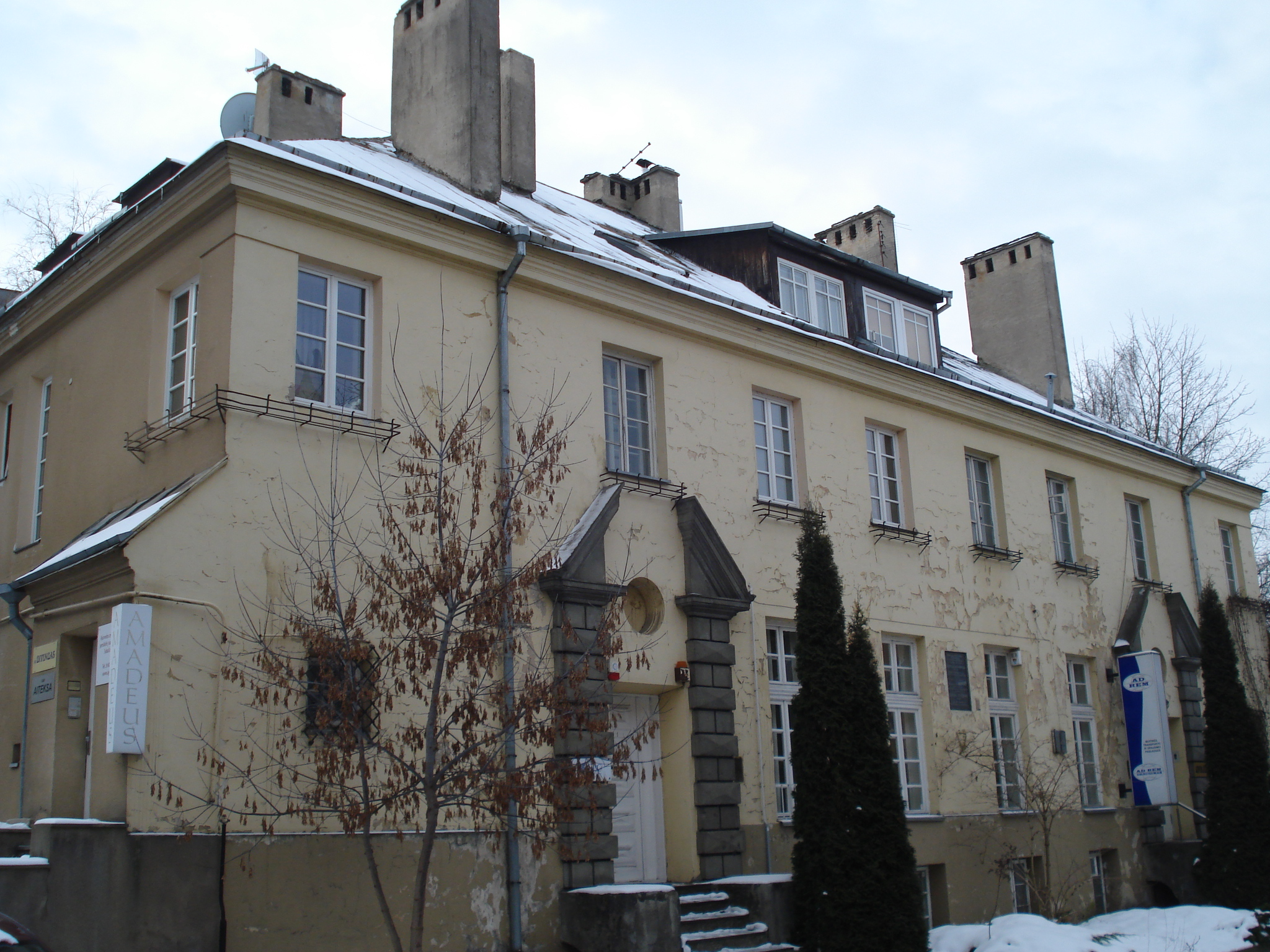
Dom własny Narębskiego w Wilnie (1929)